# Yoshikazu Nonomura
Yoshikazu Nonomura (jap. 野々村 芳和, Nonomura Yoshikazu; * 8. Mai 1972 in der Präfektur Shizuoka) ist ein ehemaliger japanischer Fußballspieler.

## Karriere
Nonomura erlernte das Fußballspielen in der Schulmannschaft der Shimizu Higashi High School und der Universitätsmannschaft der Keiō-Universität. Seinen ersten Vertrag unterschrieb er 1995 bei JEF United Ichihara. Der Verein spielte in der höchsten Liga des Landes, der J1 League. 1998 erreichte er das Finale des J.League Cup. Für den Verein absolvierte er 96 Erstligaspiele. 2000 wechselte er zum Zweitligisten Consadole Sapporo. 2000 wurde er mit dem Verein Meister der J2 League und stieg in die J1 League auf. Für den Verein absolvierte er 58 Spiele. Ende 2001 beendete er seine Karriere als Fußballspieler.

## Erfolge
JEF United Ichihara
- J.League Cup

Finalist: 1998